# Château d’Ekenäs
Le château d’Ekenäs (Ekenäs slott en suédois) est un château suédois du XVIIe siècle situé dans la commune de Linköping — hors de la ville — dans la région historique d’Östergötland (ou Ostrogothie).
Il est l’un des châteaux d’architecture Renaissance les mieux préservés de Suède.

## Historique
Le corps principal a été construit en 1562. Entre 1630 et 1644, le baron Peder Banér, chancelier du roi, lui donne sa forme actuelle en ajoutant les tours, dans un style Renaissance.

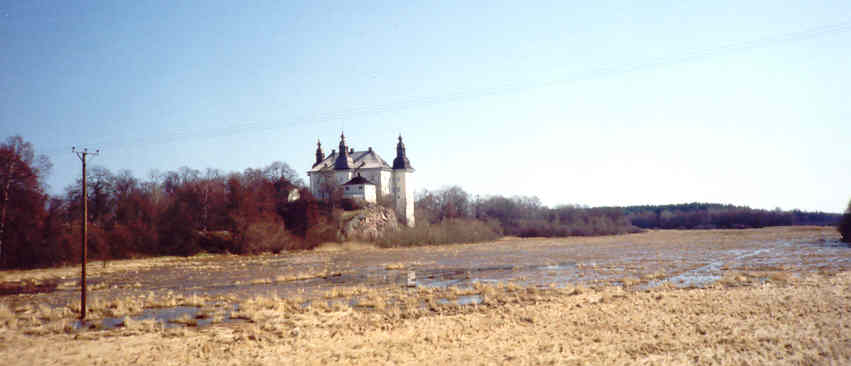
Vue des terrains au nord du château

Le château est principalement détenu par la famille Banér (sv), même s’il a été entre 1687 et 1727 la possession du comte Mauritz Vellingk. Dans les années 1880, le comte Philip Klingspor achète le château et les propriétés alentour ; il y développe une industrie forestière et agricole. Les 1 200 acres de terres motivent en 1939 le rachat par la famille Bergengren, qui se sépare pour cela de capitaux dans une industrie textile. Cette famille possède le château encore aujourd’hui.
Le château est utilisé durant la Seconde Guerre mondiale de quartier général local ; laissé à l’abandon après 1945, son mobilier est pillé. Le bâtiment est reconnu « bien d’intérêt national » en 1974 par l’État suédois, ce qui en facilite la rénovation par ses propriétaires. La propriété est depuis restée privée ; l’eau courante et l’électricité n’ont jamais été installées.

## Architecture
La construction actuelle a été bâtie XVIIe siècle sur les fondations existantes.

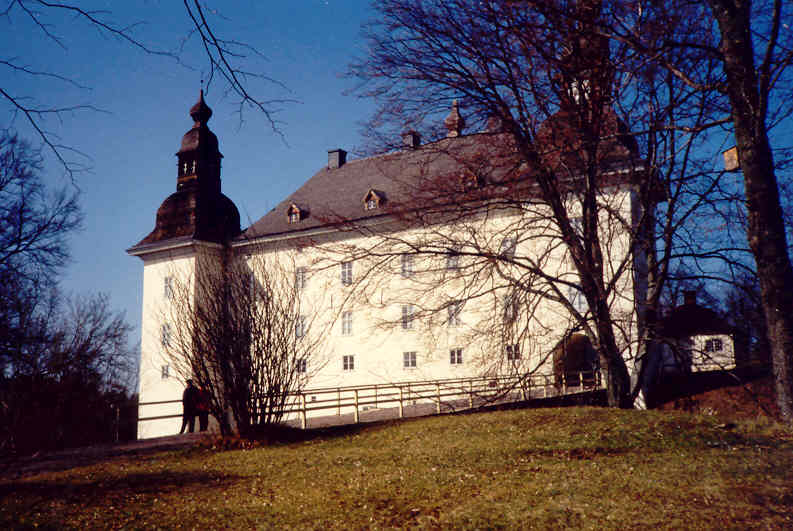
Vue de la façade sud

Le château médiéval initial a été construit sur un rocher avec un objectif défensif. Le lac Teden (sv), à l’extrémité nord duquel il est implanté, servait de défense naturelle ; il a cependant été drainé au XIXe siècle, mettant les douves à sec, pour créer plus de terres arables alentour.
D’un style Renaissance, le bâtiment actuel possède trois tours (deux aux angles sud, l’une au milieu de la façade nord). On accède à l’entrée, située dans la tour sud-est, par un pont de pierre qui a remplacé l’ancien pont-levis.

## Activités
Une fête médiévale est organisée annuellement en mai–juin depuis 1993, avec des joutes équestres.

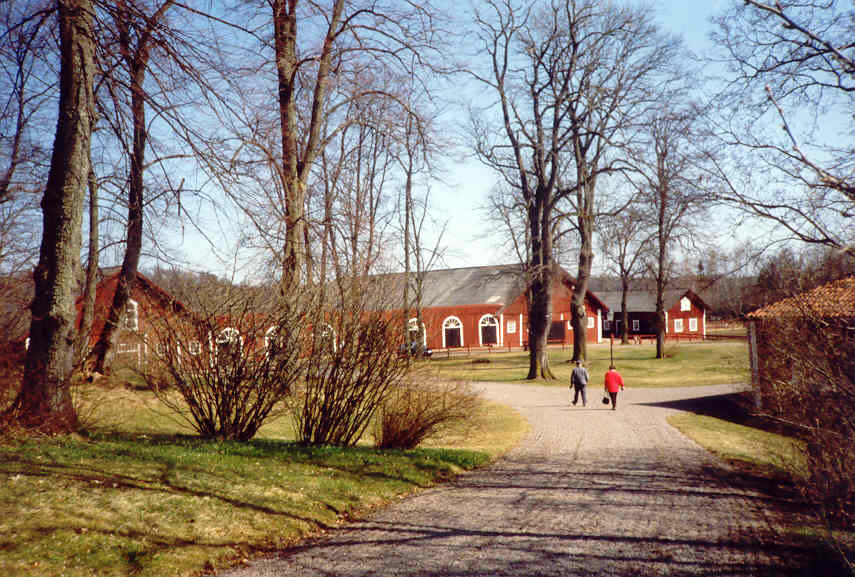
Vue sur les dépendances, au sud

Des visites guidées sont organisées, durant la période estivale ; le mobilier présenté date de différentes périodes. Il sert également à organiser des évènements corporatifs.
Plusieurs légendes restent attachées au château. On dit ainsi qu’un membre du personnel a été emmuré dans le sous-sol (dans la Nisses håla). Également, il est annoncé qu’un grand malheur s’abattra sur le château si l'on brise les murs d'une pièce cachée dans la tour côté lac ; cela n'est en tout cas pas conseillé, car le mur en question sert de soutènement.

### Sources
- (en) Cet article est partiellement ou en totalité issu de l’article de Wikipédia en anglais intitulé « Ekenäs Castle » (voir la liste des auteurs).
- Historique sur le site officiel (anglais)